# Notiphila indistincta
Notiphila indistincta är en tvåvingeart som beskrevs av Nina Krivosheina 2001. Notiphila indistincta ingår i släktet Notiphila och familjen vattenflugor.
Artens utbredningsområde är Pakistan. Inga underarter finns listade i Catalogue of Life.